# Henry Stafford, III conte di Wiltshire
Henry Stafford (1479 – 6 aprile 1523) è stato un nobile inglese.

## Biografia
Era figlio di Henry Stafford, II duca di Buckingham e di Catherine Woodville, sorella della regina Elisabetta Woodville.
Suo padre venne giustiziato per ordine di Riccardo III d'Inghilterra il 2 novembre 1483 per aver capeggiato una rivolta contro il re. Sua madre si risposò con Jasper Tudor, nato dal secondo matrimonio della regina Caterina di Valois con Owen Tudor.
Dopo la morte di Tudor il 21 dicembre 1495, Catherine sposò Sir Richard Wingfield.
Dopo l'esecuzione di suo padre, i titoli della famiglia vennero congelati. Dopo la disfatta di Riccardo III a Bosworth e l'ascesa di Enrico VII, il fratello maggiore di Henry fu fatto cavaliere dell'ordine del bagno e poté succedere a loro padre come terzo duca di Buckingham.
Stafford non ereditò le proprietà che avrebbero garantito la sua indipendenza economica e suo fratello il duca non gli assegnò alcuna terra che avrebbe potuto garantirgli una qualche fonte di reddito. Tuttavia egli divenne uno dei consiglieri del fratello e lo assistette con il governo delle estese proprietà di famiglia.
A corte durante i regni di Enrico VII ed Enrico VIII divenne uno dei favoriti. Il 22 aprile 1505 divenne cavaliere dell'ordine della giarrettiera e nel gennaio 1506 fu presente all'incontro storico tra Enrico VII e Filippo I di Castiglia a Windsor.
Con l'ascesa al trono di Enrico VIII il 21 aprile 1509 Stafford fu imprigionato nella Torre in quanto sospettato di tradimento ma venne rilasciato senza subire pene. Il 27 gennaio 1510 venne anche creato conte di Wiltshire ed il re gli garantì diversi incarichi nell'ovest del paese. Prestò anche servizio in una delle navi reali nel 1512 e ne divenne capitano durante l'invasione della Francia nel 1513 per la riconquista di Calais; in quello stesso anno partecipò anche all'assedio di Thérouanne.
Stafford figurò nella commissione diretta ad indagare sui tumulti avvenuti a Devon il 29 settembre 1514, e partecipò a abbazia di Westminster alla consegna del cappello cardinalizio a Thomas Wolsey il 18 novembre 1515.
Nel 1520 compariva già come membro del Consiglio privato di sua maestà e nel 1520 venne nominato per assistere il re presso il Campo del Drappo d'Oro ed al suo incontro con l'imperatore Carlo V d'Asburgo.
Stafford fu sospettato di aver partecipato al complotto che portò all'esecuzione di suo fratello il duca il 17 maggio 1521 essendo tra coloro che il re ordinò a Wolsey di mantenere segretamente sorvegliato.
Morì pochi mesi dopo, il 6 aprile 1523. Non lasciò alcun erede e la contea si estinse.